# باب مک‌لئود
باب مک‌لئود (انگلیسی: Bob McLeod؛ متولد ۹ اوت ۱۹۵۱) یک قلم‌زن و جوهرزن اهل ایالات متحده آمریکا است.
وی بیشتر برای همکاریش با مارول کامیکس و خلق جهش‌یافتگان جدید شناخته می‌شود.